# Электроискровое покрытие
Электроискровое покрытие  — микро-сварочный процесс производства, часто используемый для ремонта повреждений точных или дорогостоящих деталей, таких как инструменты, часы и др. Этот процесс может также упоминаться как «электроискровое упрочнение» или «электроискровое легирование».

## Технология
Электроискровое покрытие проводится с использование плазменных импульсных искровых разрядов в воздухе с периодическим контактированием электрода с изделием. При этом проходит перенос материала электрода на поверхность предмета.
В качестве электродов для нанесении покрытия на медные шины применяют электроды, сделанные из никеля, олова и серебра. электроды, а также сплавы металлов Т15К6, Т17К12, ВК6, ВК8, ВК20, материалы основе карбидов и боридов металлов — TiC, WC, Мо2В5, СrB2, TaB2 и графит.[прояснить]

## Преимущества метода
К преимуществам электроискрового покрытия относятся:
- локальность покрытий в определенных местах радиусом от долей миллиметра;
- высокая адгезия;
- отсутствие нагрева и деформаций изделия;
- простота технологии;
- высок коэффициент переноса материала — от 60 до 80 %.